# Coppa Italia 1993/1994
Pohárový ročník Coppa Italia 1993/94 byl 47 ročník italského poháru. Soutěž začala 21. srpna 1993 a skončila 20. dubna 1994. Zúčastnilo se jí celkem 48 klubů.
Obhájce z minulého ročníku byl klub Turín Calcio.

## Vítěz
| Coppa Italia 1993/94 UC Sampdoria (4. titul) |